# 月刊ファニー
『月刊ファニー』（げっかんファニー）は、虫プロ商事から発行されていた日本の少女漫画雑誌。創刊時の誌名は『ファニー』。

## 概要
1969年（昭和45年）4月
、『ファニー』の誌名で創刊号（5月号）が発売された。創刊から11月号までは月刊誌で、1969年11月14日号からは隔週誌となり、1969年12月25日増刊号を含めて翌年の休刊まで通巻20号が出版された。虫プロ商事から出されていた漫画誌『COM』誌の姉妹誌的な位置づけで、『COM』に女性読者が2割から3割ほどいたことからその読者層を狙い、なおかつ『COM』で発掘した新人を育成する場所がなかったことからその受け皿とすることが創刊意図であったという。
創刊編集長は秋田書店出身で『COM』編集長から異動した山崎邦保出版部長が務めた。しかし、翌1970年3月1日深夜に飲酒運転の乗用車に突っ込まれて事故死したこともあり、1970年5月8・22日合併号をもって休刊になった。もともと売れ行きは芳しくなく同誌の不振が虫プロ商事の経営悪化の一因だったとも言われる。失敗の理由について編集者の野川春子は「やってることが2周ぐらい早かったような気がする」と語り、『COM』2代目編集長の石井文男は大御所の作家を載せる一方で新人を起用したりするチグハグさと『COM』があったがためにマイナーな方向へ行ったことの2点を挙げている。
1970年に『別冊ファニー』が3月号から4号出版された後、1973年（昭和48年）『月刊ファニー』の誌名で再創刊。創刊号は5月号。「ファニーまんがカレッジ」を設けて新人募集を行ったが、第5号となる同年9月号を出したところで、8月18日に版元の虫プロ商事が倒産、廃刊となった。掲載漫画は全て読みきりの体裁を取っていた。

## 関連書籍
- 秋山満『COMの青春 知られざる手塚治虫』（平凡社、1990年） - 『COM』副編集長を務めた著者による『COM』『ファニー』編集部の内情を明かしたモデル小説。山崎邦保編集長を川崎邦雄とするなど編集者たちが変名になっていたり、山崎の交通事故の経緯に脚色を加えているなど一部がフィクション仕立てとなっている[12][13]。